# Alberto Crespo
Alberto Augusto Crespo (Buenos Aires, 16 gennaio 1920 – Buenos Aires, 14 agosto 1991) è stato un pilota automobilistico argentino.
Iscritto al Gran Premio d'Italia 1952 con una Maserati della Scuderia Enrico Platé, non riuscì a qualificarsi per la gara.

## Risultati in Formula 1
| 1952 | Scuderia     | Vettura          |  |  |  |  |  |  |  |    | Punti | Pos. |
| ---- | ------------ | ---------------- |  |  |  |  |  |  |  | -- | ----- | ---- |
| 1952 | Enrico Platé | Maserati 4CLT/48 |  |  |  |  |  |  |  | NQ | 0     |      |

| Legenda | 1º posto     | 2º posto | 3º posto    | A punti         | Senza punti/Non class.  | Grassetto – Pole position Corsivo – Giro più veloce |
| Legenda | Squalificato | Ritirato | Non partito | Non qualificato | Solo prove/Terzo pilota | Grassetto – Pole position Corsivo – Giro più veloce |